# Spomyšl
Spomyšl är en ort i Tjeckien.   Den ligger i regionen Mellersta Böhmen, i den centrala delen av landet, 28 km norr om huvudstaden Prag. Spomyšl ligger 180 meter över havet och antalet invånare är 430.
Terrängen runt Spomyšl är platt. Runt Spomyšl är det ganska tätbefolkat, med 179 invånare per kvadratkilometer. Närmaste större samhälle är Mělník, 8,2 km öster om Spomyšl. Trakten runt Spomyšl består till största delen av jordbruksmark.